# アソパルド級フリゲート
アソパルド級フリゲート（英語: Azopardo-class frigates）は、アルゼンチン海軍のフリゲートの艦級。アルゼンチンで2隻が設計・建造され、1950年代半ばから1970年代にかけて運用された。元々は、4隻からなる大型機雷敷設艦として予定されていたもので、残る2隻はムラトーレ級哨戒艦として完成している。

## 設計

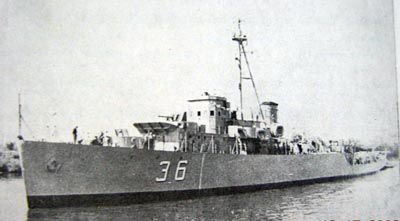
ピエドラ・ブエナ（撮影時期不明）

本級は第二次世界大戦中に立案された4隻の機雷敷設艦建造計画の一部であり、そのうち2隻（ムラトーレ、キング）は1940年代に哨戒艦として完成し、残る2隻（アソパルド、ピエドラ・ブエナ）が1950年代に対潜フリゲートとして完成した。
鋼製の船体に、マストと煙突を各1基備えている。主缶は2 基の水管ボイラー、主機は2基のパーソンズ式蒸気タービンで、 2 軸のスクリュープロペラを駆動する。
主砲にボフォースDP 105ミリ砲4基、副砲にボフォースL60 40ミリ単装機関砲4基を装備し、対潜兵装としては対潜迫撃砲4基を搭載していた。

## 運用史
本級は1940年代初頭に設計されたが、第二次世界大戦による資材欠乏のため進水は1950年代初頭になり、1956年と1958年に竣工した。1956年から1959年にかけてアルゼンチン海軍に就役し、1970年代初頭まで運用された。
アソパルドとピエドラ・ブエナは水上艦隊（Flota de Mar）に編入され、アルゼンチン海の哨戒や、「UNITAS」多国籍演習を含む訓練・演習で頻繁に使用された。
両艦とも1972年に退役し、スクラップとして売却された。 

## 同型艦
| 艦番号 | 艦名                          | 建造所                   | 起工   | 進水   | 竣工   | 結末       |
| ------ | ----------------------------- | ------------------------ | ------ | ------ | ------ | ---------- |
| P-35   | アソパルド Azopardo           | リオ・サンティアゴ造船所 | 1940年 | 1953年 | 1956年 | 1972年売却 |
| P-36   | ピエドラ・ブエナ Piedra Buena | リオ・サンティアゴ造船所 |        | 1954年 | 1958年 | 1972年売却 |